# Rumah (huyện)
Huyện Rumah là một huyện thuộc tỉnh Hadramawt, Yemen. Đến thời điểm năm 2003, huyện này có dân số 6357 người